# 膨果黄耆
膨果黄耆（学名：Astragalus turgidocarpus）是豆科黄芪属的植物，为中国的特有植物。分布在中国大陆的甘肃、四川等地，生长于海拔1,050米至2,100米的地区，多生在河岸、山坡桦木、沟边、河滩草地以及松树林下，目前尚未由人工引种栽培。

## 别名
绵耆（四川）